# جاناتان (لاک‌پشت)
جاناتان (انگلیسی: Jonathan) (از تخم درآمده در ۱۸۳۲) یک لاک‌پشت غول‌پیکر آلدابرا (Aldabrachelys gigantea hololissa) است که در جزیرهٔ سنت هلن، از سرزمین‌های فرادریایی بریتانیا در اقیانوس اطلس زندگی می‌کند.

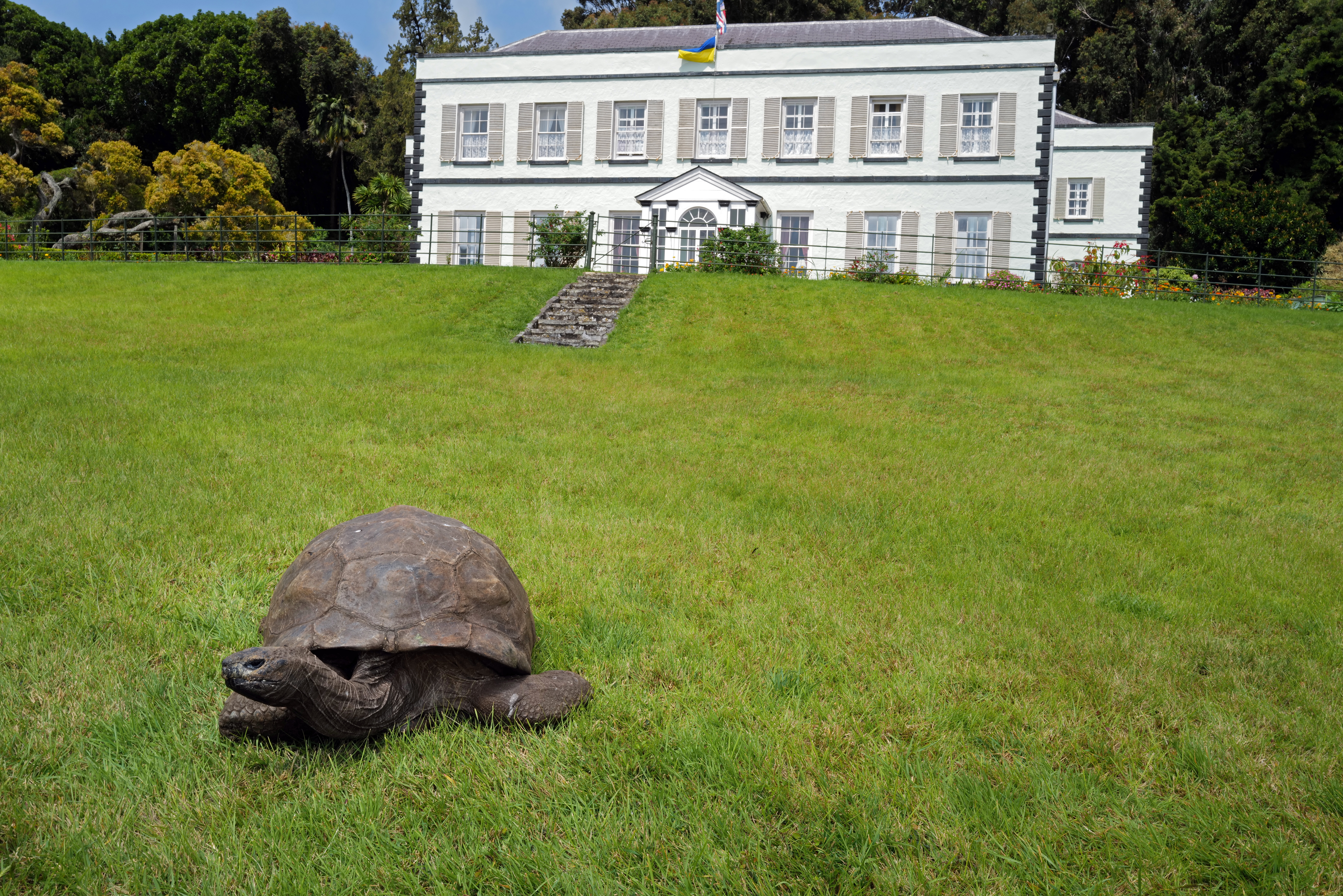
جاناتان در سال ۲۰۲۲ میلادی

جاناتان در سال ۱۸۸۲ از به همراه سه لاک‌پشت دیگر در ۵۰ سالگی از سیشل به این جزیره آورده شدند.